# 반자동식 방공조직
반자동식 방공조직(Semi-Automatic Ground Environment, SAGE)은 많은 레이더 사이트의 데이터를 조정하고 이를 처리하여 넓은 지역에 걸쳐 공역에 대한 단일 통합 이미지를 생성하는 대형 컴퓨터 및 관련 네트워킹 장비의 시스템이었다. SAGE는 소련의 공습 가능성에 대한 NORAD 대응을 지휘하고 통제했으며, 1950년대 후반부터 1980년대까지 이 역할을 수행했다. 거대한 컴퓨터와 거대한 디스플레이는 여전히 냉전 시대의 일부로 남아 있으며, 퇴역 후에도 닥터 스트레인지러브 및 콜로서스와 같은 영화와 더 타임 터널(The Time Tunnel)과 같은 공상 과학 TV 시리즈의 일반적인 소품이었다.
SAGE의 처리 능력은 지금까지 만들어진 가장 큰 개별 구성 요소 기반 컴퓨터인 IBM에서 제조한 AN/FSQ-7에 의해 제공되었다. 각 SAGE 방향 센터(DC)에는 지원 장비를 제외하고 약 2,000m2(22,000평방피트)의 전체 층을 차지하는 FSQ-7이 있다. FSQ-7은 실제로 "A" 측과 "B" 측의 두 대의 컴퓨터였다. 컴퓨터 처리를 "A"측에서 "B"측으로 정기적으로 전환하여 사용하지 않는 쪽을 유지 관리할 수 있게 되었다. 정보는 다양한 방어 기지의 준비 정보뿐 아니라 레이더 기지 네트워크에서 DC로 공급되었다. 원시 레이더 데이터를 기반으로 컴퓨터는 보고된 표적에 대한 "추적"을 개발하고 어떤 방어 시설이 범위 내에 있는지 자동으로 계산했다. 운영자는 가벼운 총을 사용하여 추가 정보를 얻기 위해 화면에서 대상을 선택하고, 사용 가능한 방어 수단 중 하나를 선택하고, 공격 명령을 내렸다. 이 명령은 전신타자기를 통해 자동으로 방어 사이트로 전송된다.
다양한 사이트를 연결하는 것은 전화, 모뎀 및 전신타자기로 구성된 거대한 네트워크였다. 나중에 시스템에 추가하면 SAGE의 추적 데이터가 CIM-10 Bomarc 미사일과 비행 중인 일부 미 공군 요격 항공기에 직접 전송되어 자동 조종 장치를 직접 업데이트하여 운영자 개입 없이 요격 경로를 유지할 수 있게 되었다. 각 DC는 또한 "사단 내 여러 부문의 감독"을 위해 전투 센터(CC)에 데이터를 전달했다("각 전투 센터는 국가 전체를 위한 방어를 조정할 수 있는 능력을 갖고 있었다").
SAGE는 1950년대 후반과 1960년대 초반에 수십억 달러의 비용을 들여 운영되기 시작했다. 배포 비용이 맨해튼 계획보다 더 비싸다는 점은 주목되었다. 어떤 면에서는 이 프로젝트가 방어하고 있었다. 개발 전반에 걸쳐 대규모 공격을 처리할 수 있는 실제 능력에 대한 지속적인 우려가 있었고 오퍼레이션 스카이 실드(Operation Sky Shield) 테스트에서는 적 폭격기의 약 4분의 1만 요격할 수 있는 것으로 나타났다. 그럼에도 불구하고, SAGE는 1980년대까지 NORAD 대공방어 시스템의 중추였으며, 이때 튜브 기반 FSQ-7은 유지 관리 비용이 점점 더 많이 들고 완전히 구식이었다. 오늘날 동일한 기본 데이터를 기반으로 동일한 명령 및 제어 작업이 마이크로컴퓨터에 의해 수행된다.